# St. Johann Baptist (Myhl)
St. Johann Baptist ist die römisch-katholische Filialkirche des Ortsteils Myhl der Stadt Wassenberg im Kreis Heinsberg (Nordrhein-Westfalen).
Die Kirche ist unter Nummer 35 in die Liste der Baudenkmäler in Wassenberg eingetragen.

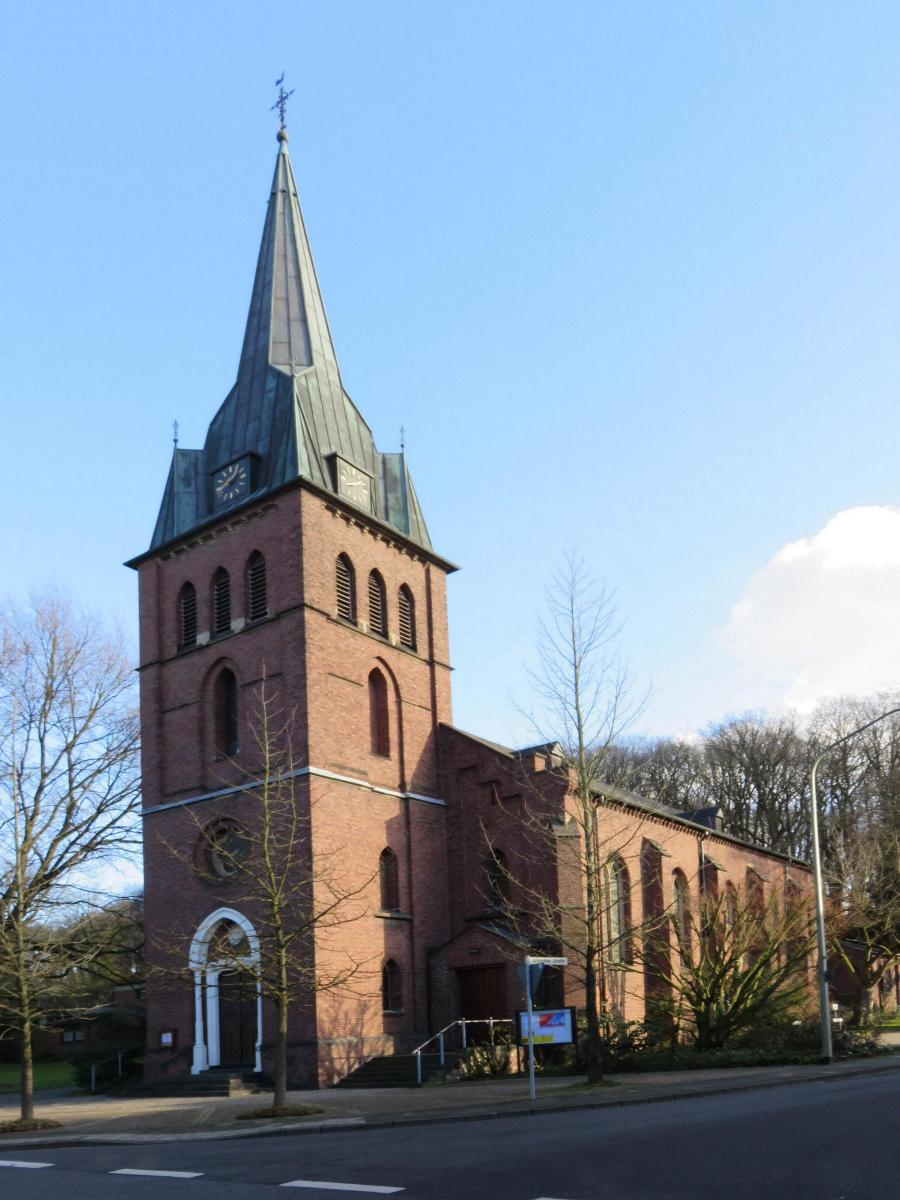
St. Johann Baptist in Myhl

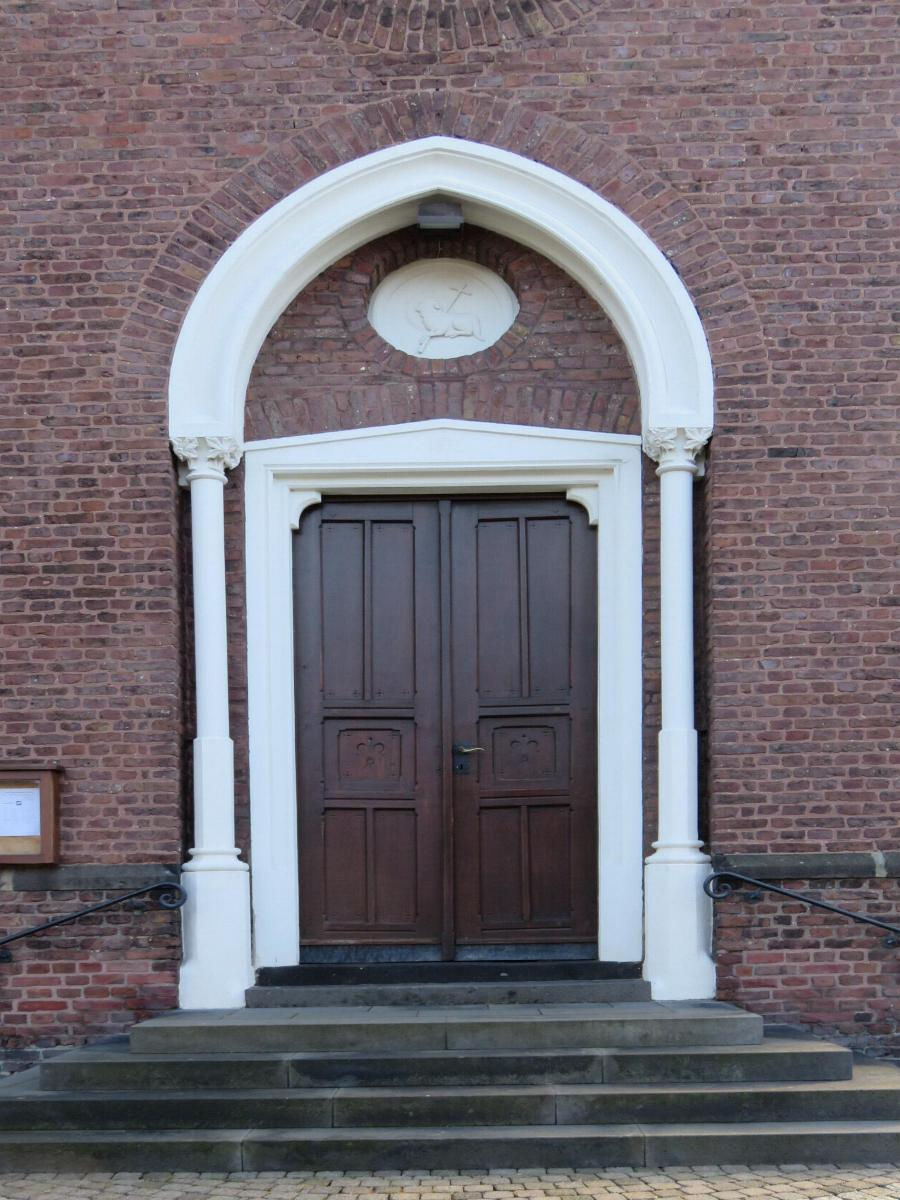
Hauptportal

## Geschichte
Eine erste Kirche in Myhl wurde zwischen 1269 und 1307 errichtet. Diese wurde im Jahr 1765 durch eine barocke Saalkirche ersetzt, die 1825 erweitert wurde. Aufgrund der wachsenden Bevölkerung erwies sich das Gotteshaus in der zweiten Hälfte des 19. Jahrhunderts als zu klein. Im Jahr 1869 wurde schließlich ein erster Antrag zum Neubau an das Erzbistum Köln gestellt, der jedoch abgelehnt wurde, hauptsächlich, weil er aus den Händen eines Zimmermeisters und keines geprüften Baumeisters bzw. Architekten stammte. Daraufhin wurde der Kölner Diözesanbaumeister Vincenz Statz mit den Planungen einer neuen Pfarrkirche beauftragt. Am 12. September 1873 wurde der Plan von Statz durch das Erzbistum genehmigt. Der Bau begann 1877, da erst zu diesem Zeitpunkt die Finanzierung stand. Im Mai wurde die alte Kirche abgebrochen und der Grundstein am 24. Juni gelegt. Am 15. Dezember 1877 wurde die Kirche benediziert und am 24. Juni 1889 durch den Kölner Erzbischof Philipp Krementz geweiht.
Die dreischiffige Hallenkirche im Stil der Neugotik wurde im Jahr 1955 nach Plänen von Wilhelm Andermahr aus Wassenberg renoviert. Dabei wurde nahezu die gesamte historistische Ausstattung bis auf die Bänke entfernt. In den Jahren 1970, 1979 und 1982 musste das Gotteshaus aufgrund von Bergschäden, verursacht durch die Zeche Sophia-Jacoba in Hückelhoven, renoviert und gesichert werden. Vor allem die Gewölbe waren einsturzgefährdet. 2013 wurde das Innere der Kirche renoviert.
Seit dem 1. Januar 2010 ist Myhl keine eigenständige Pfarrgemeinde mehr. Sie wurde mit einigen anderen ehemaligen Pfarreien zur Pfarre St. Marien Wassenberg fusioniert.

## Ausstattung
Der neugotische Hochaltar aus dem Jahr 2013 wurde dem ursprünglichen Hochaltar aus den 1870er Jahren nachgebildet.
Die Orgel der Firma Gebr. Link aus Giengen an der Brenz aus dem Jahr 1893 wurde 1977 durch die Orgelbaufirma Gebr. Oberlinger aus Windesheim renoviert und um drei Register ergänzt, sodass die Orgel nun 17 Register besitzt.
Einige Fenster des Kirchenschiffs stammen von der Firma Dr. Heinrich Oidtmann aus dem Jahr 1913, die anderen gestaltete Dieter Hartmann 1985. Die Fenster im Chor sind Werke des Künstlers Ernst Jansen-Winkeln aus dem Jahr 1952.

## Glocken
Die Kirche verfügt über ein Dreiergeläut. Zwei der drei Glocken wurden durch die renommierte Glockengießerei Otto aus Bremen/Hemelingen gegossen. Die von der Maria Laacher Glockengießerei gegossenen Glocke wurde in der bekannten Otto-Rippe gegossen.
| Nr. | Name    | Durchmesser (mm) | Masse (kg, ca.) | Schlagton (HT-1/16) | Gießer                                 | Gussjahr |
| 1   | Donatus | 714              | –               | e′                  | Karl Otto (I), Fa. F. Otto, Hemelingen | 1962     |
| 2   | 920     | 480              | –               | fis′                | Maria Laacher Glockengießerei          | 2015     |
| 3   | –       | –                | –               | a′                  | Dieter Otto, Fa. F. Otto, Hemelingen   | 1898     |